# Oust-Marest
Oust-Marest is een gemeente in het Franse departement Somme (regio Hauts-de-France) en telt 704 inwoners (1999). De plaats maakt deel uit van het arrondissement Abbeville.

## Geografie
De oppervlakte van Oust-Marest bedraagt 5,8 km², de bevolkingsdichtheid is 121,4 inwoners per km².
De onderstaande kaart toont de ligging van Oust-Marest met de belangrijkste infrastructuur en aangrenzende gemeenten.

## Demografie
Onderstaande figuur toont het verloop van het inwonertal (bron: INSEE-tellingen).

1. ↑  Populations de référence 2022.